# بندر بن فهد بن سعد بن عبد الرحمن آل سعود
بندر بن فهد بن سعد بن عبد الرحمن آل سعود (??? - 16 أغسطس 2017) أمير سعودي وأحد أعضاء الأسرة الحاكمة السعودية ينحدر من سلالة الأمير سعد، شقيق ملك المملكة العربية السعودية عبدالعزيز آل سعود، ولقد أعلن الديوان الملكي وفاته يوم الأربعاء 16 أغسطس 2017 في مدينة الرياض وتمت الصلاة عليه في جامع الإمام تركي بن عبد الله في مدينة الرياض.

## حياته
عاش الأمير بندر حياته بعيدا عن دائرة اتخاذ القرار، ولم يتقلد أي منصب رسمي عدا بعض المناصب الرياضية في النوادي المحلية لكرة القدم.
كان رئيساً لنادي الجبلين السعودي للعبة كرة القدم في مدينة حائل السعودية بين عامي 1972 و1973، وهو شقيق الأمير بدر بن فهد بن سعد الذي تولّى رئاسة نادي الأهلي السعودي سابقاً. كان يهوى كتابة القصائد والشعر لكنها لم تلاقي شهرة كبيرة واسعة.

## وفاته
توفي الأمير بندر بن فهد بن سعد بن عبد الرحمن آل سعود في يوم الخميس وصلي عليه بعد صلاة العصر في جامع الإمام تركي بن عبد الله في مدينة الرياض.